# تپه بزرگه
تپه بزرگه مربوط به دوره ساسانیان است و در شهرستان خمین، بخش کمره، دهستان خرمدشت، روستای چهارطاق واقع شده و این اثر در تاریخ ۲۰ اسفند ۱۳۸۵ با شمارهٔ ثبت ۱۸۰۱۷ به‌عنوان یکی از آثار ملی ایران به ثبت رسیده است.